# Sordaria alcina
Sordaria alcina är en svampart som beskrevs av N. Lundq. 1972. Sordaria alcina ingår i släktet Sordaria och familjen Sordariaceae.  Arten är reproducerande i Sverige. Inga underarter finns listade i Catalogue of Life.